# Mediana de Aragón
Mediana de Aragón est une commune d’Espagne, dans la province de Saragosse, communauté autonome d'Aragon, Comarque de Saragosse.